# 400번의 구타
《400번의 구타》(프랑스어: Les Quatre Cents Coups)는 프랑스 영화 감독 프랑수아 트뤼포의 첫 장편 영화이다. 현지에서는 1959년 6월 3일에 개봉하였다.
학교의 성적은 나쁘지만 악한 아이가 아닌 소년을 소년원으로 쫓아 넣어, 바다에라도 빠져 죽고 싶게 만든 것은 누구의 책임인가. 자칫 진부해질수있는 이 테마를 군더더기가 거의 없이 미장센(Mise-en-Scène)을 연출한 트뤼포의 수법은 차갑고 리얼하다. 소년의 눈에 눈물이 빛나는 것도 실은 호송차의 창문을 통해서 밤에 파리의 휘황한 등불빛이 보일 때 뿐이다. 나쁜 것은 어른이라고도 강조치 않는다. 시네마스코프의 넓은 스크린이 잘 사용되고 있다.

## 줄거리
자서전적 요소가 많은 이 영화는 앙뚜안 두아넬의 어려운 소년기를 그린다. 1950년대 말, 13세가 되려고 하는 12살 앙투안(레오)은 파리에서 무심한 어머니와 양아버지 사이에서 자라고 있다. 그는 자기반에서 돌려가며 보는 누드 사진을 보다가, 교실 구석에서 벌을 서게 된다. 누드 사진을 갖고 온 친구나 그 사진을 본 많은 다른 친구들은 벌을 받지는 않는다. 집엘 돌아갔더니 어머니에게 혹사되어서 숙제를 할 시간도 없다. 그래서 이튿날엔 학교를 쉰다. 그 다음 날은 결석계가 없으므로 어머니가 어제 사망했다고 거짓말을 한다. 그래서 의붓아버지로부터 뺨을 맞는다. 홧김에 집을 나가 버린다. 끌려 돌아오게 되나 또다시 가출하여 의붓아버지가 다니는 회사의 타자기를 훔쳤으나 팔아먹을 수가 없으므로 돌려주려고 갔다가 붙잡힌다. 경찰서에 호출된 부모는 소년형무소 구치감으로 자식을 집어넣는 문제에 대해 승낙한다. 그러나 앙투안은 운동시간의 틈을 이용하여 도망친다. 도망친 해안의 저쪽은 바다이고, 이젠 더 도망칠 길도 없다.

## 출연

### 주연
- 장 피에르 레오 - 앙트완 역
- 클레어 모리어 - 질베르 역

### 조연
- 알베르 레미 - 줄리엥 역
- 가이 데콤블 - 선생님 역
- 조르주 플라망 - 비기 역
- 파트릭 오파이 - 르네 역
- 잔느 모로

## 촬영
1958년 11월 1일에 크랭크인하여 1959년 1월 5일 촬영을 마쳤다. 앙뚜안 부모의 집은 마르까데 가(Marcadet 街)에서 촬영했다. 엄마와 애인의 키스신은 클리시 광장에서 촬영했다.

## 분석
첫 누벨 바그 영화라고 볼 수 있다. 이 영화를 통해 트뤼포가 대중에게 알려졌다.
400번의 구타라는 제목은 'faire les 400 coups'라는 프랑스어 표현에서 왔다. '할 수 있는 모든 어리석은 짓을 한다'는 뜻이다.